# Acacia carnosula
Acacia carnosula är en ärtväxtart som beskrevs av Bruce R. Maslin. Acacia carnosula ingår i släktet akacior, och familjen ärtväxter. Inga underarter finns listade i Catalogue of Life.